# Língua ajaua
O ajaua ou iao (em ajaua: Ciyaawo, yao ou CiYao) é uma língua da família banta da África centro-meridional. É a língua do povo ajaua. Tem aproximadamente um 3,1 milhões de falantes distribuídos em três países: Maláui (2 milhões),  Tanzânia (500 mil) e Moçambique (450 mil). Há alguns falantes também na Zâmbia.

## Nomes
A língua ajaua (yao) pode ser referida por diversos nomes: chiYao, ciYao, achawa, adsawa, adsoa, ajawa, ayawa, ayo, ayao, djao, haiao, hiao, hyao, jao, veiao e waJao.

## Dialetos
No Maláui, seu dialeto principal é o mangochê, falado sobretudo no entorno do lago Niassa. Em Moçambique, os dialetos principais são o macale e massaninga.

## Geografia
No Maláui a maioria dos falantes da língua vivem no sul nas proximidades do extremo sudeste do lago Niassa (ou Maláui) nos limites com Moçambique ao leste. Em Moçambique a maioria dos falantes vivem na [[províncias de Moçambique| Niasssa, na margem do lago Maláui e do rio Lugenda no seu encontro como o rio Rovuma. Na Tanzânia a maioria dos falantes vive no centro sul da Tanzânia Mtuara, no distrito de Masasi, e na região de Ruvuma, no distrito de Tunduru, ao leste do lago Niassa, ao longo da fronteira. com Moçambique.

## Uso
Como ocorre com muitas línguas vernáculas da África, o ajaua teve algum reconhecimento oficial e mesmo um pouco de literatura ao longo do tempo. A língua foi inclusive substituindo outras línguas ali faladas, tais como português, árabe, alemão e inglês.

## Fonologia
Como em inglês, as plosivas surdas são respiradas, mas as plosivas sonoras não o são. Convencionalmente há somente cinco vogais puras a, e, i, o, u, embora haja alguma variação na extensão das vogais. A língua é ligeiramente tonal, como ocorre em outras línguas bantas.

## Ortografia
Em cada um dos três principais países onde o ajaua é falada, a ortografia difere bastante, além disso, há muito analfabetismo. Na Tanzânia, a ortografia se baseia naquela da língua suaíle, enquanto que em Maláui se baseia na língua nianja, cujos caracteres aqui se seguem:
| Letras: | A | B | Ch | D | E   | G | I | J/Dy | K | L | Ly | M | N | Ng' | Ny | O   | P | S | T  | U | W | Ŵ | Y |
| Som :   | a | b | tʃ | d | e~ɛ | ɡ | i | dʒ   | k | l | ʎ  | m | n | ŋ   | ɲ  | ɔ~o | p | ʂ | tʰ | u | w | ʋ | j |

Macrons podem ser usados para evitar ambiguidades que poderiam ocorrer por não haver representação de vogais curtas ou longas.

## Gramática
O ajaua é, como são as línguas bantas, uma língua S.O.V. (Sujeito – Verbo – Objeto). É também língua aglutinante com paradigma de inflexão verbal muito regular. Os substantivos são divididos em diversas classes marcadas por prefixoss, os quais correspondem parcialmente a categorias reais de coisas e pessoas. À cada classe correspondem uma “característica” que é usada para formação dos pronomes das ligações de concordâncias, que são os prefixos usados antes dos verbos por eles comandados, dos adjetivos e do substantivo da devida classe.

### Classes de palavras
| Classe | Prefixo               | Característica | Uso                                                            |
| ------ | --------------------- | -------------- | -------------------------------------------------------------- |
| 1      | m-, mu-, mw-          | ju             | pessoa singular                                                |
| 2      | ŵa-, a-, acha-, achi- | ŵa             | pessoa plural                                                  |
| 3      | m-, mu-, mw-          | u              | ser vivo singular                                              |
| 4      | mi-                   | ji             | ser vivo plural                                                |
| 5      | li-, ly-              | li             | outros singular                                                |
| 6      | ma-                   | ga             | plural classe 5                                                |
| 7      | chi-, ch'-            | chi            | outros singular                                                |
| 8      | i-, y-                | i              | plural classe 7                                                |
| 9      | n-, ny-, mb-, (nw-)   | ji             | outros singular                                                |
| 10     | n-, ny-, mb-, (nw-)   | si             | plurais classe 9                                               |
| 11     | lu-                   | lu             | como ou singulares classe 10 10                                |
| 12     | tu-                   | tu             | plural classe 13                                               |
| 13     | ka-                   | ka             | diminutivo singular                                            |
| 14     | u-                    | u              | coletivo e abstrato, sem plural; ou alguns singulares classe 6 |
| 15a    | ku, kw-               | ku             | infinitivos                                                    |
| 15b    | (ku-, kwa-)           | ku             | localidade (indo para)                                         |
| 16     | (pa-)                 | pa             | localidade (em)                                                |
| 17     | (mu-, mwa-)           | mu             | localidade (em, dentro)                                        |

As correspondências com as ligações de concordância são idênticas aos prefixos nominais exceto para as classes 1 e 2 que tem as ligações de concordância 'mb-' e 'a-' respectivamente. A inclusão das classes 15b, 16 e 17 é um desvio do tradicional sistema banto, pois seus prefixos são mais propriamente determinantes de caso ou preposicionais.

### Formas verbais
Entre aspas estão as formas informais.
| Prefixo de formas pessoal | Pronome em português    |
| ------------------------- | ----------------------- |
| n-, ni-                   | Eu                      |
| (u-)                      | (vós - formal)          |
| a-                        | ele, ela, tu (informal) |
| tu-                       | nós                     |
| m-, mu-, mw-              | vocês (informal)        |
| ŵa-, a-                   | eles, elas              |

### Verbos

#### Modo indicativo
Como em muitas línguas bantu, isso é caracterizado por um final 'a'. Os tempos Presente, futuro imediato, presente perfeito, passado e passado perfeito são distinguidos, o último sendo irregular na formação.

#### Subjuntivo
O modo subjuntivo é similar em forma ao indicativo, mas como em muitas línguas bantu, o 'a' final é alterado para 'e'. Ele pode ser usado como um imperativo polido, sendo geralmente associado a cláusulas subordinadas.

#### Imperativo
Para formar o imperativo "comum" (geralmente menos polido), o radical simples pode ser usado, ou 'n' pode ser prefixado para o indicativo, ou os sufixos continuativos '-ga' ou '-je' podem ser adicionados.

### Pronomes
Os pronomes pessoais referem-se apenas às classes 1 e 2. Outros pronomes são formados a partir dos links das classes. Esses pronomes, como uma característica comum do bantu, são absolutos, na medida em que eles estão sozinhos a partir do resto da sentença: para as formas nominativas acusativas e preposicionais, os afixos devem ser usados. Os pronomes da terceira pessoa dependem da classe do substantivo, como explicado acima.
| Pronome absoluto | Português equivalente (sujeito, objeto) |
| ---------------- | --------------------------------------- |
| une              | eu, me/mim                              |
| (ugwe)           | o senhor, para o senhor                 |
| uwe              | nós, nos                                |
| umwe             | vós, vosou                              |

Essas formas podem ser combinadas de acordo com certas regras normais bantu de elisão vocálica com prefixos como 'na' (com e).
Existem também vários demonstrativos, a maioria dos quais forma triplos ('este aqui', 'aquele que está próximo' e 'aquele que está longe') - isto é, a deixis tripla é usada.

## Amostra de texto
Wandu wosope akasapagwa ni ufulu ni uchimbichimbi wakulandana. Asapagwa ni lunda, niwakupakombola ganisya, m'yoyo kukusosekwa kuti mundu jwalijose am'woneje mundu jwimwe mpela mlongomjakwe.
Português
Todos os seres humanos nascem livres e iguais em dignidade e direitos. São dotados de razão e consciência e devem agir em relação uns aos outros em espírito de fraternidade. 
(Artigo 1 da Declaração Universal dos Direitos Humanos)